# Karl Reinhold von Handtwig

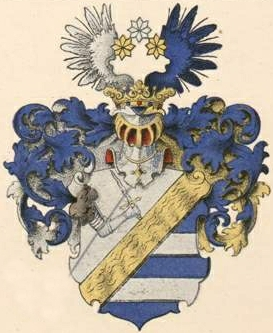
Familienwappen derer von Handtwig

Karl Reinhold von Handtwig (russisch: Карл Егорович фон Гантвиг; getauft 28. Märzjul. / 8. April 1737greg. in Fegefeuer, Gouvernement Estland; † 9. Februarjul. / 20. Februar 1792greg. in Sankt Petersburg, Russisches Kaiserreich) war ein deutsch-baltischer Ritter und Generalleutnant in der Kaiserlich-russischen Armee.

## Herkunft und Familie
Karl Reinhold v.H. stammte aus dem deutsch-baltischen Adelsgeschlecht von Handtwig, welches seit ca. 1650 in Estland ansässig war. Sein Vater war der Herr auf Kaenda und Fegefeuer Georg Adolf von Handtwig († 1752), der mit Eva Margaretha von Baumgarten verheiratet war. Dessen Bruder war der Rostocker Professor Gustav Christian von Handtwig (1713–1776). Karl heiratete 1788 in Sankt Petersburg Elisabeth Karoline von Saß (1748–1823) eine verwitwete von Klingstedt, ihr Sohn war Karl Adam von Handtwig. 
1764 erhielt er das livländische und 1765 das estländische Indigenat. Von 1790 bis 1792 war er Patron der St.-Annen-Kirche in Sankt Petersburg.

## Militärische Laufbahn
Seine militärische Laufbahn begann 1755 in der Garde der Kaiserlich-russischen Armee, in die er im Semjonowskoje-Leibgarderegiment als Musketier eintrat. Ab 1757 im Dienstgrad eines Podporutschik (Unterleutnant) diente er in verschiedenen Linienregimentern und wurde 1760 zum Leutnant ernannt. Während der Teilnahme am Siebenjährigen Krieg wurde er in der Schlacht von Zorndorf (1758) verwundet, nahm im gleichen Jahr an der Belagerung von Kolberg teil und kämpfte 1759 in der Schlacht bei Kay und der Schlacht bei Kunersdorf. Ab 1763 diente er wieder in einem Garderegiment und 1765 im Preobraschensker Leib-Garderegiment. Als Freiwilliger nahm er 1770 als Kapitänleutnant an der Flottenexpedition in das Mittelmeer teil und war bei der Seeschlacht von Çeşme eingesetzt. 1771 wurde er zum Hauptmann und 1773 zum Brigadier befördert. Er diente im Chevalier-Korps und seine Beförderung zum Generalmajor erfolgte bereits 1774. Von 1777 bis 1782 versah er seinen Dienst bei der Estland-Division und wurde 1780 zum Generalleutnant befördert. Nach einer kurzen Kriegsverwendung 1789 wurde er wieder nach Sankt Petersburg versetzt. Am 24. November 1782 wurde er mit dem Russischen Orden der Heiligen Anna ausgezeichnet. Seit 1782 war er auch Mitglied des Kriegskollegiums und diente bis 1784 in der finnischen Division, 1784 in der 7. Division, 1785 in der 1. Division, 1788 in der Weißrussischen Division, 1789 in der kaiserlichen Armee und von 1790 bis 1792 wieder in der finnischen Division. Er starb am 29. April 1792 als aktiver General im Dienst. 